# Nyctimystes montanus
Nyctimystes montanus es una rana de árbol de la familia Pelodryadidae de la isla Nueva Guinea. Los científicos solo lo han avistado en las montañas Arfak en Indonesia.
El macho adulto mide 5.2 cm de largo y la hembra 6.3 cm de largo.  La rana muerta y preservada es gris o marrón con marcas más oscuras.

## Hábitat y conservación
Se desconoce la situación actual de las poblaciones de esta especie. Es una rana montana que posiblemente vive en arroyos de bosques lluviosos. Se desconocen los riesgos. La localidad tipo está dentro de Arfak Mountains National Park.